# Fidżyjka czerwona
Fidżyjka czerwona, fidżijka czerwona (Prosopeia splendens) – gatunek średniej wielkości ptaka z rodziny papug wschodnich (Psittaculidae). Występuje na wyspach Kadavu i Ono należących do archipelagu Fidżi. Bliski zagrożenia wyginięciem.

## Taksonomia
Gatunek został opisany przez amerykańskiego przyrodnika, Titiana Peale’a w 1848 roku jako Platycercus splendens. Holotyp pochodził z wyspy Viti Levu. Dawniej fidżyjka czerwona bywała uznawana za podgatunek fidżyjki kasztanowatej (Prosopeia tabuensis), jednak jest bliżej spokrewniona z fidżyjką ognistobrzuchą (Prosopeia personata). Nie wyróżnia się podgatunków.

## Morfologia
Fidżyjki czerwone mierzą około 45 cm oraz ważą około 280 g. Dymorfizm płciowy jest prawie niewidoczny – samica ma trochę mniejszą głowę od samca. Pierś, głowa i spód ciała są intensywnie czerwone. Skrzydła, kuper i pokrywy nadogonowe są jasnozielone. Kark jest niebieski. Lotki i sterówki są zielone z niebieskimi obrzeżami. Dziób i nogi są czarne, a tęczówka pomarańczowoczerwona. Młode przypominają dorosłe, mają jedynie bledszy dziób, brązowe tęczówki i bladą obwódkę wokół oczu.

## Zasięg występowania
Gatunek ten jest endemitem archipelagu Fidżi. Zamieszkuje on dwie wyspy – Kadavu i Ono. Został introdukowany na Viti Levu. Był także wprowadzony na wyspy Yasawa Group oraz Ovalu, lecz tamtejsze populacje się nie utrzymały. Obecny obszar występowania szacowaną ma powierzchnię 910 km².

## Ekologia i zachowanie
Fidżyjki czerwone zamieszkują lasy i zarośla, a także obszary rolnicze. Spotykane są na nizinach i wzgórzach. Prowadzą osiadły tryb życia. Żerują w parach i małych grupach. W skład ich diety wchodzą owoce i nasiona.

### Lęgi
Sezon lęgowy trwa od czerwca do stycznia. Zakładają gniazda zarówno w lasach, jak i w wioskach. Gnieżdżą się w dziuplach drzew. W lęgu są składane 2–3 jaja, które są wysiadywane przez samicę. Inkubacja trwa 24 dni. Młode opuszczają dziuplę po 50–55 dniach.

## Status i ochrona
Międzynarodowa Unia Ochrony Przyrody (IUCN) od 2023 roku uznaje fidżyjkę czerwoną za gatunek bliski zagrożenia (NT – Near Threatened). Wcześniej – od 2000 roku, była klasyfikowana jako gatunek narażony na wyginięcie (VU – Vulnerable). Trend populacji jest nieznany. Szacuje się ją na 4 tys. dorosłych osobników. Zagrożenie stanowi utrata środowiska poprzez wycinanie lasów i pożary. Wyłapywane są także dla celów hodowlanych. Na Fidżi gatunek ten jest objęty ochroną. Wymieniony jest w II załączniku CITES.

## W niewoli
Fidżyjki należą do ptaków bardzo rzadko spotykanych w niewoli. Prawdopodobnie pierwszy osobnik tego gatunku został importowany do Europy w 1864 roku. Przebywał on w Londyńskim Zoo. Później była też trzymana między innymi w ogrodzie zoologicznym w Berlinie, nieistniejącym już zoo w Hamburgu, Tierpark Berlin, Dudley Zoo i w Natura Artis Magistra (zoo w Amsterdamie). Prawdopodobnie obecnie nie jest już trzymana w żadnej europejskiej placówce.